# Krasnoliubețk, Velîka Oleksandrivka
Krasnoliubețk (în ucraineană Краснолюбецьк) este un sat în așezarea urbană Kalininske din raionul Velîka Oleksandrivka, regiunea Herson, Ucraina.

## Demografie
Componența lingvistică a localității Krasnoliubețk
     Ucraineană (94,57%)
     Rusă (4,75%)
     Alte limbi (0,54%)
Conform recensământului din 2001, majoritatea populației localității Krasnoliubețk era vorbitoare de ucraineană (94,57%), existând în minoritate și vorbitori de rusă (4,75%).